# Kirunafestivalen
Kirunafestivalen är en tre dagar lång årligt återkommande stadsfestival i Kiruna. Festivalen arrangeras den första helgen efter midsommar med start på torsdagen och har gjort så sedan starten år 2000. Kirunafestivalen är efter Tromsøs stadsfestival Bukta och Dansklacken på Dosan i Karesuando den nordligaste stadsfestivalen i Skandinavien. Sommaren 2019 firade Kirunafestivalen 20 år som stadsfestival. 20-årsfirandet besöktes av drygt 30 000 besökare, sammanlagt under de tre dagarna.

## Historia

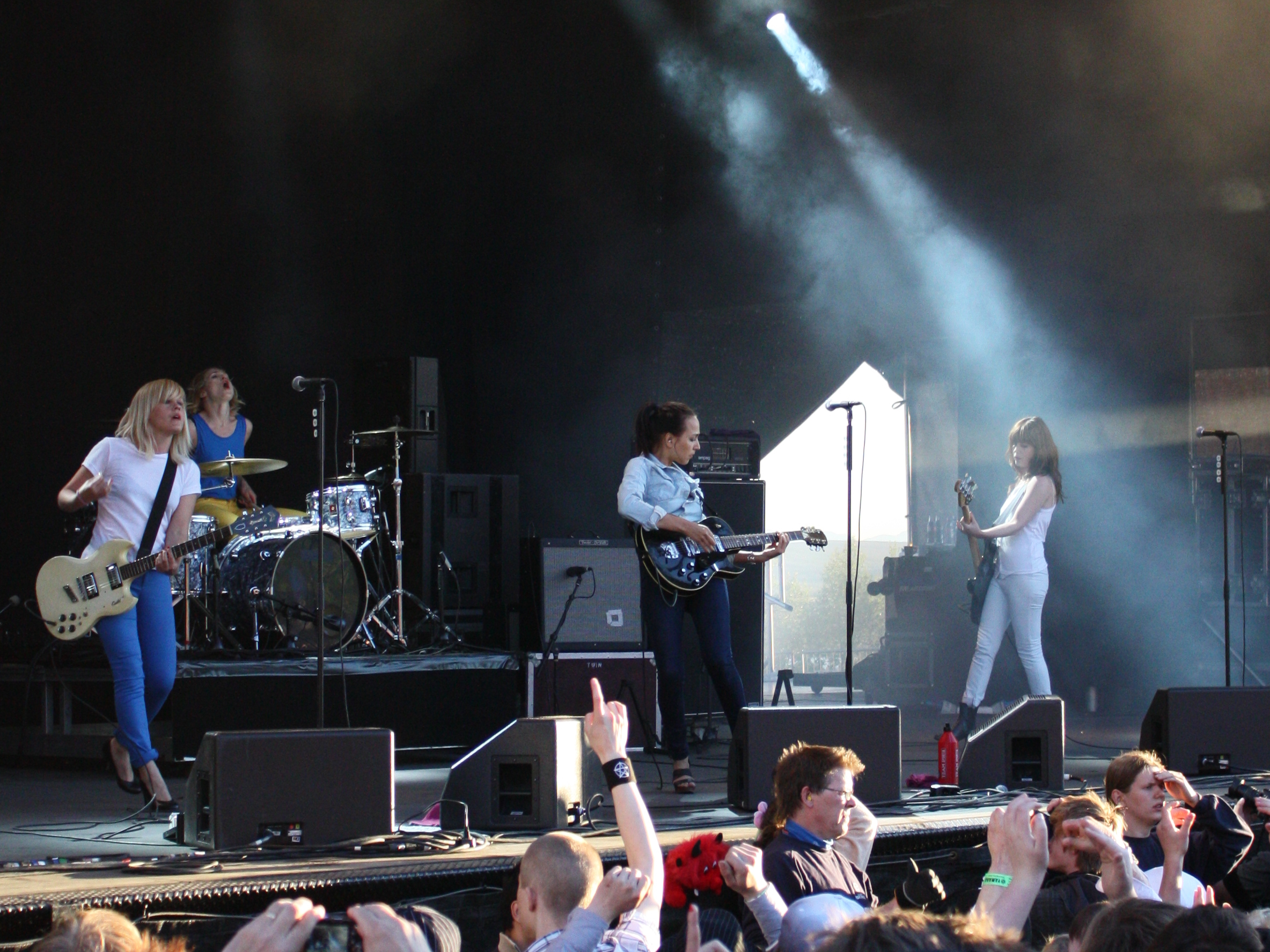
Sahara Hotnights, live på Kebnescenen (senare LKAB-scenen), under Kirunafestivalen 2008

Kirunafestivalen arrangerades för första gången år 2000 av Kiruna Kommun i samband med Kirunas 100-årsjubileum. Efter det första året togs projektet över av Lappland Ekonomiska förening. År 2007 slogs besöksrekord med 70 000 besökare − sammanlagt under tre dagar.
Under hösten 2011 meddelade Lappland Ekonomiska förening att man inte längre skulle ha möjlighet att fortsätta arrangera festivalen. Arrangörskapet togs då över av den ideella musikföreningen Tusen Toner. Föreningen arrangerade sin första Kirunafestival 2012 och sedan dess arrangeras Kirunafestivalen av ideella krafter. Sedan 2012 har Kirunafestivalen fri entré under hela torsdagen (undantag 2016 när man hade entréavgift även under torsdagen). Dagtid är det fri entré till festivalområdet samtliga dagar.
Sedan 2015 samarbetar Kirunafestivalen med Kiruna Pride, som arrangerade Kirunas första prideparad i samband med Kirunafestivalen det året. När Kirunafestivalen firade 20 år som festival 2019 valde man att utöka samarbetet mellan de två föreningarna. Kiruna Pride startade då pridefirandet genom att arrangera prideparaden under Kirunafestivalens invigning för att sedan flytta in på Kirunafestivalens område under hela festivalhelgen 

## Festivalområde
Sedan starten år 2000 arrangeras Kirunafestivalen mitt i centrala Kiruna på Vänortstorget. Festivalen har totalt två scener, den större LKAB-scenen (Som tidigare gått under namnet Kebnescenen) som är placerad på Hjalmar Lundbohmsvägen och den något mindre Cityscenen som placeras på vänortstorget.
Förutom de två stora scenerna fylls området av matförsäljare, försäljare, två restaurangtält, företagsexpo och tivoliverksamhet. År 2009 firade Kirunafestivalen sitt tionde år, vilket firades genom att ytterligare expandera festivalområdet. Detta år hade man bland annat en dansbana i Järnvägsparken, ett karaoketält kallat Karaokepalatset, ett tält för ungdomar kallat Ungdomstältet och evenemanget Mat i små format. Detta utvidgade område upphörde dock 2012.

## Sommaruppehåll 2020 och framtiden

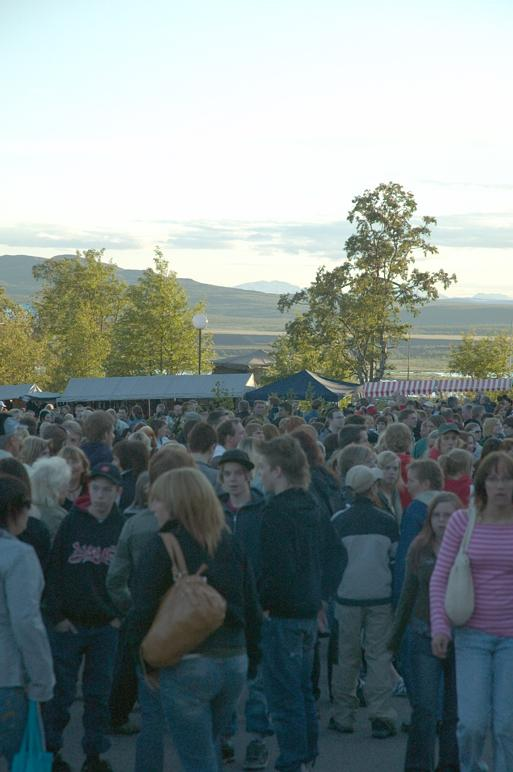
Besökare under Kirunafestivalen 2006

I början på maj 2020 meddelade festivalen att man tvingas till sitt första sommaruppehåll sedan starten år på grund av coronapandemin.  I samband med att uppehållet blev officiellt gick festivalledningen ut tillsammans med LKAB och meddelade att man tecknat ett nytt avtal som säkerställer att festivalen kommer kunna arrangeras i Kirunas gamla centrumkärna till och med sommaren 2022. 

## Artister

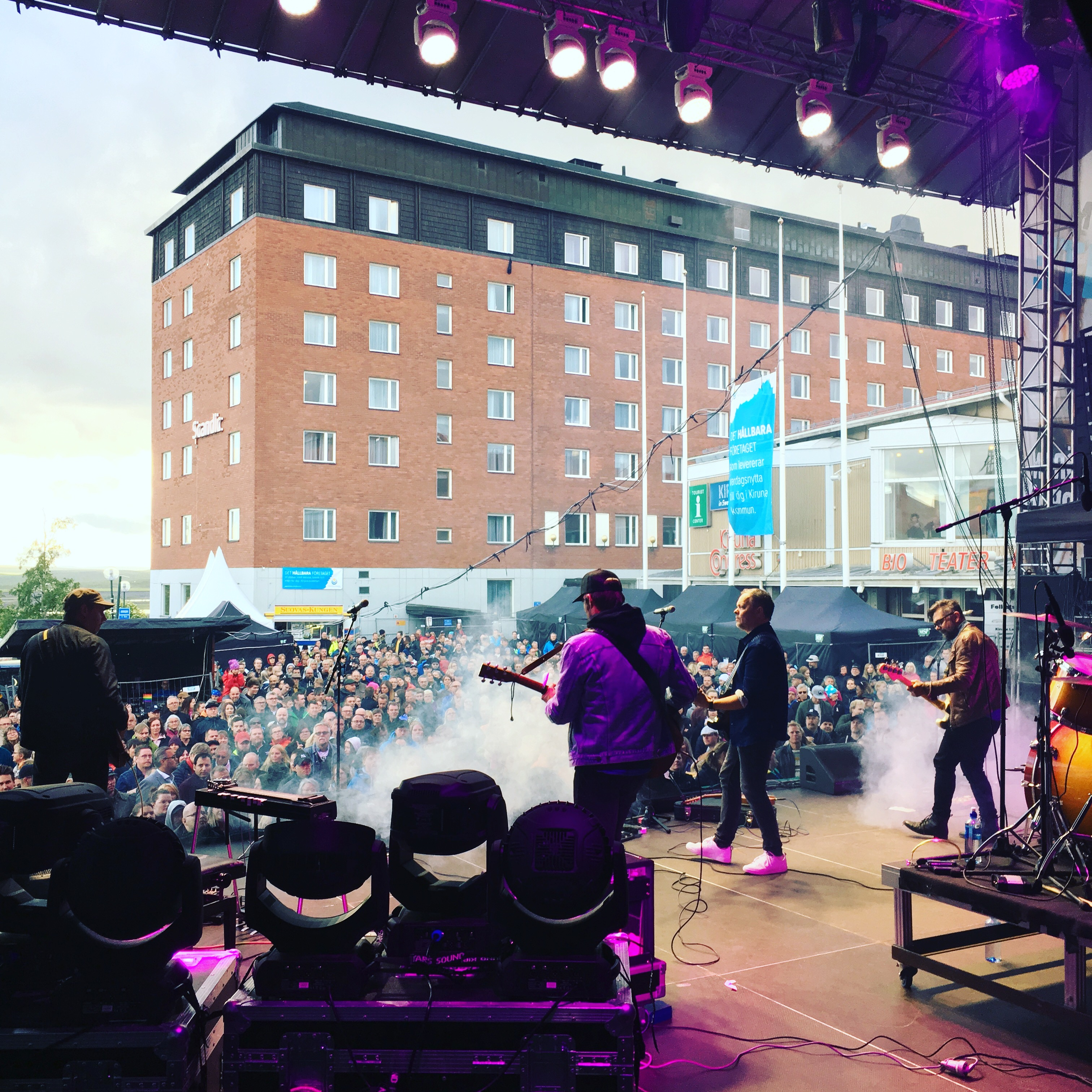
Willy Clay Band, live på Cityscenen, under Kirunafestivalens 20-årsjubileum 2019.

### 2024 Artister[10]LKAB-Scenen
- Aqua (Danmark)
- Carola
- Norlie & KKV
- Molly Hammar

### Viscariascen (tidigare Copperstonescenen)
- Dear Sara
- Blaze Bayley (England)
- Absolva (England)
- Huggorm
- KEiiNO (Norge)
- Gravel Guts
- Andy and the rockets
- Youngsters
- Harry Timander
- Elov & Beny
- Golfklubb (Norge)
- VC Barre
- Ingá Máiiá Blind
- M/S Mirella (Finsk DJ)
- Sami Goarra

### Sparbanken Nord-Scenen
- SISLE, L.I.L och 7C
- Obzidian
- Monstera
- Seraph
- Sebby
- Hugos Will
- DJ Finnish Kaosmaffia
- Rotting Sanity
- Vaara
- Estetiska Programmet
- Havsquiz
- Stammen

Restaurangtältet
- Kiruna Kickers
- Starlights
- Maxida Märak

### 2023 Artister[11]
LKAB-Scenen
- Benjamin Ingrosso
- Vargas & Lagola
- Hooja
- Thomas Stenström

Copperstonescenen (tidigare Cityscenen)
- Admira Thunderpussy
- Coldspell
- Fredrik Hangasjärvi Orkester
- Pia Maria Nutti Holmgren
- Singhild & Börje
- Kiruna Dragspelsklubb
- John Lindberg Trio
- Sofie Svensson & Dom Där
- SVEA
- Girlschool (England)
- Loam
- Tjuvjakt
- Ella Sikku & Wilma
- Yajna
- Woodlands + Bäckafall
- Bamse Live
- Innanförskogen
- Djur med Julia

Sparbanken Nord-Scenen
- Gapit
- Raimond Dagfjäll
- Asian Cowboy
- Vännäs Kasino
- CHIQUE
- Mattias Timander
- GUN
- Dear Sara
- Monstera
- Golden Moose
- Unchained
- Klara Pasma
- Seraph
- Klubb Kirunafestival med DJ:s Robert Printa, Saab 9000 och Jessie Granqvist.

Restaurangtältet
- Kiruna Kickers

### 2022 Artister[12]
LKAB-Scenen
- The Ark
- Smith & Thell
- Niello
- Newkid
- Miss Li
- Björn Holmgren

Copperstonescenen
- Myra Granberg
- Greekazo
- INVSN
- Willy Clay Band
- Hooja
- Sky High
- Among Lynx
- INVSN
- Malou Prytz
- Innanförskogen
- Ingá Máiiá Blind
- Ung Artist Malmfälten
- Good Embers
- Singnhild och Börje
- Hanna Fors
- Minus 38
- Harry Timander
- Hans Taavola
- Mamma Mu & Kråkan
- Ida On
- Serigne Dial och Norrskensrytm

Sparbanken Nord-Scenen
- Hanna Nutti
- Karlaxels
- Bardee
- Pershagen
- Ess Bogale
- The Drats
- Seraph
- Sebbe Begins
- Golden Moose
- 6 Kazoos with Dirty Shoes
- Kulturskolans Sommarband
- LB Penuel
- Mattias Timander
- Zatonule Misto
- Estetiska Programmet
- Maológ
- Make It R4ve DJ-Set

Restaurangtältet
- Kiruna Kickers

### 2021 Artister (Inställd)[13]
- The Ark

### 2020 Artister (Inställd)[14]
- Ulf Lundell
- Miss Li
- Einár
- De Vet Du
- Suzi P
- Arre! Arre!
- Kalla Dagar

### 2019 Artister[15]
- Veronica Maggio
- Miriam Bryant
- Linnea Henriksson
- Markoolio
- Hank Von Hell
- Hurula
- Thomas Stenström
- Peg Parnevik
- Hanna Ferm & Liamoo
- Petter
- Willy Clay Band
- Tungevaag & Raaban
- Stacie Collins (US)
- Melina Kuhmunen
- Långbacka/Bådagård
- Magda och Sebastian

### 2018 Artister[16]
- Darin
- Lena Philipsson
- Sven-Ingvars
- Sabina Ddumba
- Joakim Lundell (inställd på grund av sjukdom) [17]
- Tove Styrke
- Millencolin
- Graveyard
- Hov1
- The Soul Company
- Punk Williams
- Theoz
- Janne Schaffer möter Ted Gärdestad

### 2017 Artister[18]
- Royal Republic
- Skott
- Stiftelsen
- John Lindberg Trio
- Weeping Willows
- Vigiland
- Johnossi
- Broken Ribs
- Wiktoria
- Sofia Jannok
- Magnus Uggla
- Johan Airijoki
- Lisa Lystam Family Band
- Pointless Fate
- SEEB

### 2016 Artister[19]
- Samir & Viktor
- Molly Sandén
- Lars Winnerbäck
- Frans
- Silvana Imam
- Miriam Bryant
- Blacknuss feat. Eric Gadd
- Sabina Ddumba
- Otto Knows
- Backyard Babies
- Kirunas Pärlor
- The Dead Cobras
- Ronny Eriksson & Ramblin Minds
- Willy Clay Band
- Punk Williams

### 2015 Artister[20]
- Tomas Ledin
- Carola
- Ola Salo
- Mando Diao
- Norlie & KKV
- Linda Pira
- Stiftelsen
- Beatrice Eli
- The Magnettes
- Danko Jones
- Coldspell
- No Recede
- Höstorkestern
- Spiders
- Dennis Kalla

### 2014 Artister[21]
- Agnes
- Labyrint + Amsie Brown
- John De Sohn
- Status Quo
- Doug Seegers
- Willy Clay Band
- Crucified Barbara
- Linnea Henriksson
- Ace Wilder
- Alcazar
- Kitok
- TiLLy
- Den Svenska Björnstammen
- Israel Nash Gripka
- Illbatta Boogie Band
- CMYK
- Strömavbrott

### 2013 Artister[22]
- W.A.S.P (inställt) [23]
- Sabaton
- D-A-D
- Johnossi
- Oskar Linnros
- Darin
- YOHIO
- Rebecca & Fiona
- Mikael Wiehe
- Miss Li
- Pugh Rogefeldt
- Free Fall
- Nause
- Syster Sol
- Walter Bob
- Ansiktet
- The Royal Concept

### 2012 Artister[24]
- Thomas Stenström
- Loreen
- Veronica Maggio
- Donkeyboy
- Europe
- Eldkvarn
- Magnus Uggla
- Hoffmaestro
- Sean Banan
- Norlie & KKV
- Satan takes a holiday
- Raj Raj Band
- Joanne Shaw Taylor
- Raubtier
- The Pusher
- Norra Station
- The Hardships

### 2011 Artister[25]
- Hammerfall
- Daniel Adams-Ray
- September
- The 69 Eyes
- Teddybears
- Petter
- Säkert!
- Graveyard
- Eric Saade
- Orup
- Fatboy
- Nicke Borg
- Sven Z Zetterberg

### 2010 Artister[26]

#### Kebnescenen
- Amy & Nanne
- Amanda Jenssen
- Dead By April
- Willy Clay Band
- The Ark
- Kent

#### Danstältet
- Martinez
- Date
- Playtones

#### Klubbscenen
- Mother of the Forest
- Julia Pastrana
- Hamngatan
- Väärt
- James Wilson
- Twelve Steps Left
- Intensity
- Flashpoint Catheter
- Great Rush
- Barra MacCana & the Civilians
- Strange Ideals
- 8-Point Rose
- William
- De Tre

#### Cityscenen
- Skaburbian Collective
- Lazee
- Imperial State Electric
- Combat Deluxe
- Raj-Raj Band
- Markus Krunegård
- Erik Grönwall
- Maskinen
- Avatar

### 2009 Artister
- E.M.D.
- Jerry Williams
- Takida
- Bullet
- Sofia Jannok
- Thåström
- Timbuktu & Damn!
- Turbonegro
- Ulf Lundell
- Sonic Syndicate

### 2008 Artister[27]
- Mustasch
- Adam Tensta
- Amanda Jenssen
- Dag Vag
- Håkan Hellström
- Lillasyster
- Looptroop Rockers
- M.A. Numminen
- Nordman
- Petter
- Sahara Hotnights
- Sven Ingvars
- The Hellacopters
- The Hives
- The Refreshments

### 2007 Artister[28]
- Anna Ternheim
- Bo Kaspers Orkester
- Evergrey
- Lars-Ánte Kuhmunen
- Lisa Miskovsky
- Lordi
- Markus Fagervall
- Nisse Hellberg
- Promoe
- Raised Fist

### 2006 Artister
- Daniel Boyacioglu
- Enyojk
- Hardcore Superstar
- In Flames
- Laleh
- Lena Philipsson
- Looptroop
- Saturday Night Fever
- Sebastian
- Terra Folk
- The Bubbles
- The Cardigans
- The Kristet Utseende
- The Rasmus
- The Sounds
- Torgny Melins
- Veronica Maggio
- Willy Clay Band

### 2005 Artister
- Alcazar
- Amy Diamond
- Daniel Lindström
- Fronda
- Hammerfall
- Illbatta Boogie Band
- Jill Johnson
- Lasse Berghagen
- Mendez
- Millencolin
- Robyn
- Takida
- The Ark
- Thomas Di Leva
- Timbuktu & Damn!
- Willy Clay Band

### 2004 Artister[29]
- Da Buzz
- Danko Jones
- E-type
- Eskobar
- Gluecifer
- Gycklar Kompaniet
- Hep Stars med Svenne & Lotta
- Kalle Moraeus & Bengan Janson
- Lalla Hansson från Fabulous Four
- Leningrad Cowboys
- Lilla Schlagerfesten
- Moneybrother
- Nine below zero
- Patrik Isaksson
- Psycho Sonic Cindy
- Shanes
- Tommy Blom från Tages
- Tullamore Dew
- Willy Clay Band

### 2003 Artister[30]
- ALDRIGILIVET
- Brolle Jr
- Carola
- Den stora schlagerfesten
- Fibi Frap
- Pello Revolvers
- Orange Crunch
- Goodwill
- 4-track demons
- Laakso
- The Sewergrooves
- Håkan Hellström
- Jennifer Brown
- Mando Diao
- Melody Club
- Min hemstad
- Ninja Barbies
- Östen Warnerbring
- Sky High
- The Ark
- The Hellacopters
- The Sotos
- The Souls Inc.
- Vilda Baciller

### 2002 Artister[31]
- Backyard Babies
- Boney M
- Frida Snell
- Lambretta
- Lilleman
- Markoolio
- Nationalteatern
- Prime sth
- Sven Ingvars
- Ulf Lundell

### 2001 Artister (inte komplett lista)[32]
- Electric Banana Band
- Sahara Hotnights
- Timbuktu
- Jerry Williams
- Soundtrack of our lives
- The Hellacopters
- Excellence

### 2000 Artister[32]
- Bo Kaspers Orkester
- Markoolio
- Hardcore superstar
- Smokie
- Shebang
- The Zany
- Red Surface
- Bomfunk MC's
- Blues
- Wilmer X
- Nordman (inställt)
- Nanne Grönvall

## Karuseller
- Aladdin: En flygande matta som Snurrar runt flera varv.
- Virvelvinden: En karusell där man sitter i så kallas 'koppar' som snurrar runt flera varv.
- Cirkus Cirkus: En attraktion som är Lite som lustiga huset. Man går runt en bestämd bana med olika stationer
- Bilkarusell: En liten karusell som är mest för småbarn. Det åker runt i cirklar hela tiden
- Bilkarusell 2: En karusell vars man kan välja om man ska sitta på en bil eller moped, som åker runt i cirklar också